# L'Adoració dels pastors (Galeria Nacional de Roma)
L'Adoració dels pastors exhibit a la Galleria Nazionale d'Arte Antica de Roma, és un llenç d'El Greco realitzat entre 1596-1600.

## Anàlisi
Oli sobre llenç; 111 x 47 cm.; Galleria Nazionale d'Arte Antica; Roma.
És el pendant d'El Baptisme de Crist (Galeria Nacional de Roma), també a la Galleria Nazionale d'Arte Antica de Roma.
És una rèplica (potser un esbós) de L'Adoració dels pastors (Retaule de María de Aragón).

## Procedència
- Col·lecció particular, Sicília.
- Adquirit per la Galleria Nazionale l'any 1908.